# 施泰因巴赫河 (賴興巴赫河支流)
50°2′54.27″N 9°9′8.27″E / 50.0484083°N 9.1522972°E

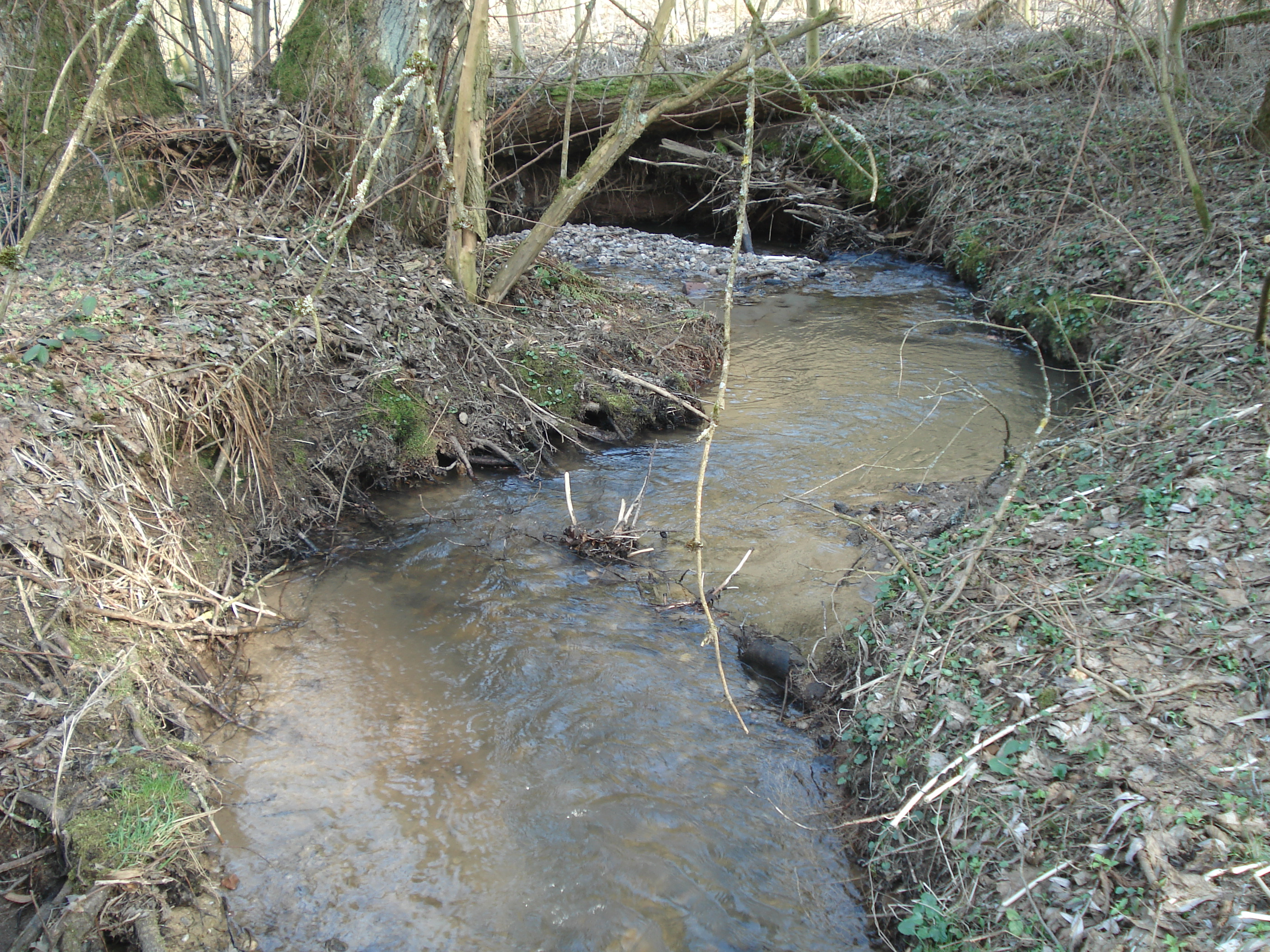

施泰因巴赫河（德語：Steinbach），是德國的河流，位於該國東南部，由巴伐利亞負責管轄，屬於賴興巴赫河的右支流，河道全長4.7公里，流域面積13.9平方公里。